# Tupac Amaru Shakur Center for the Arts

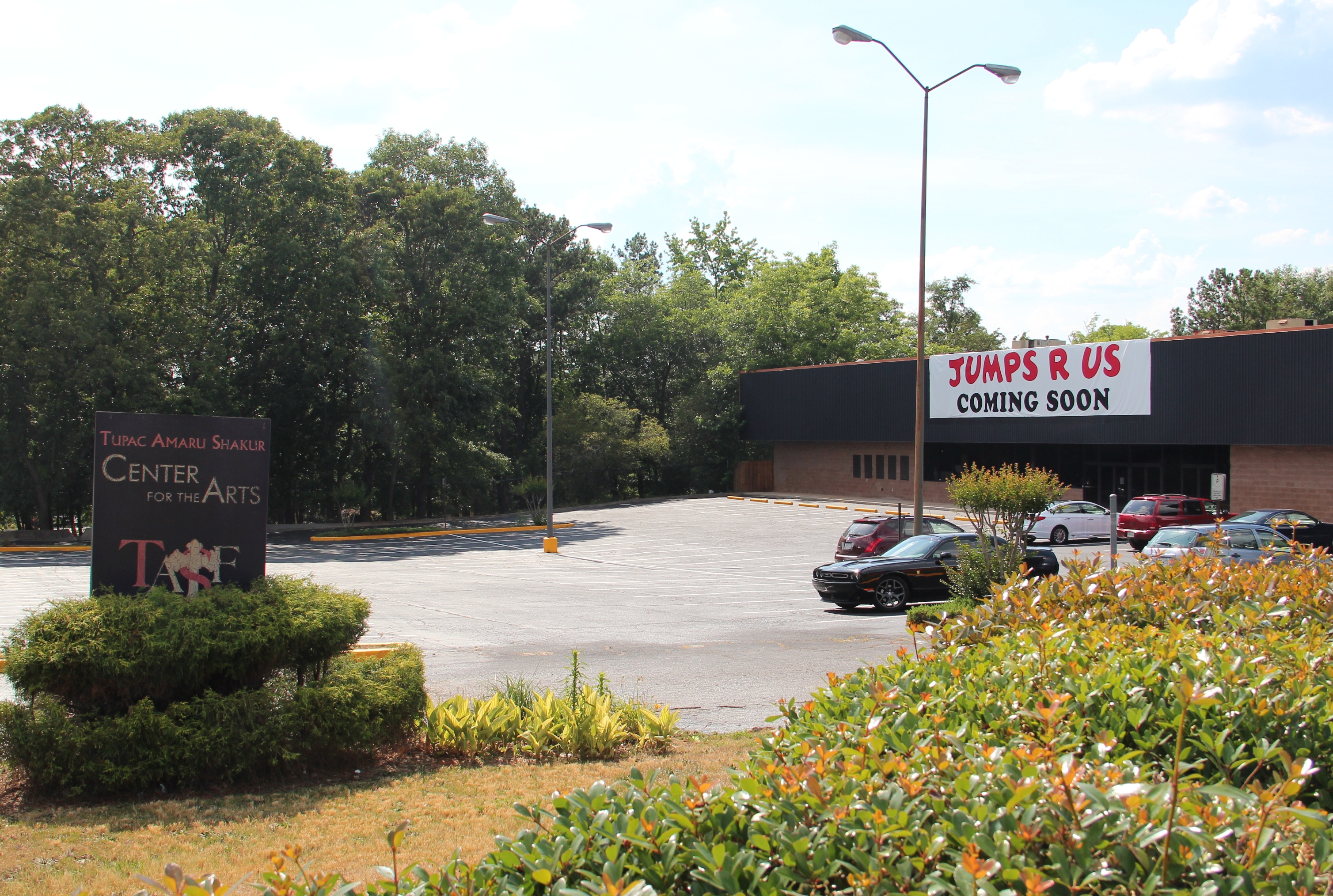
El antiguo sitio del Centro Tupac Amaru Shakur para las Artes en 2016.

Tupac Amaru Shakur Center for the Arts, con sede en Stone Mountain, Georgia, es un centro de artes escénicas apoyado por la Fundación Tupac Amaru Shakur. La misión del Shakur Center es proporcionar oportunidades a los jóvenes a través de las artes, y ofrece programas de teatro, danza y clases de escritura creativa. La organización también cuenta con un campamento diurno de artes escénicas para jóvenes de entre 12 y 18 años.  
El centro fue nombrado en honor del legendario rapero Tupac Shakur, y fue fundado por su madre Afeni Shakur.